# James Woodforde

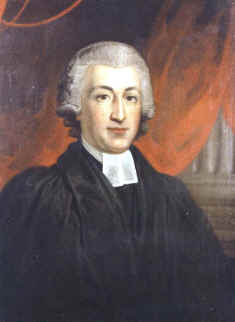
James Woodforde op een portret van zijn neef, de kunstschilder Samuel Woodforde

James Woodforde (Ansford, 27 juni 1740 – Weston Longville, 1803) was een Engels geestelijke in de Anglicaanse Kerk die bekend is geworden als dagboekschrijver. Zijn dagboek omvat een periode van bijna 45 jaar, van 1758 tot 1802. 
James Woodforde was de tweede zoon van Samuel Woodforde, de dominee van Ansford (Somerset), en diens vrouw Jane Collins. Van de zes kinderen was hij de enige die een public school bezocht, het Winchester College, en de Universiteit van Oxford. 

Hij volgde in zijn vaders voetsporen en werd eveneens geestelijke, aanvankelijk 10 jaar lang als hulppredikant van zijn vader. Toen de laatste in 1771 overleed, slaagde James er niet in hem op te volgen en keerde hij terug naar Oxford. In 1773 kreeg hij Norfolk als profijtelijke standplaats toegewezen en in 1776 vestigde hij zich daar als dominee in het dorp Weston Longville, in de buurt van Norwich. Hij leidde er een comfortabel en rustig bestaan als vrijgezel, bijgestaan door zijn nicht Nancy, die het huishouden bestierde, en enkele bedienden. 

## Het dagboek
Het complete dagboek omvat 72 aantekenboeken en ongeveer 100 losse vellen en bevindt zich momenteel in de Bodleian Library in Oxford. Tot kort na de Eerste Wereldoorlog was het bestaan van de dagboeken compleet onbekend. Een arts in Hertfordshire vroeg aan zijn buurman John Beresford de manuscripten, die afkomstig waren van een van zijn voorouders, eens in te kijken. Beresford was zeer gecharmeerd van het werk, vooral door de vele details die een uniek inkijkje gaven in het plattelandsleven in de 18e eeuw, van evenveel historisch belang als het dagboek van Samuel Pepys. Hij redigeerde het werk en kortte het in, waarna de dagboeken in vijf delen werden gepubliceerd in de jaren 1924 tot 1931 onder de titel The Diary of a Country Parson 1758 – 1802. De publicatie was een succes, ondanks de kritiek dat het dagboek wat onevenwichtig was samengevat. Het eerste deel beslaat bijna de helft van het complete dagboek; de andere delen zijn vollediger.
Woodforde begon zijn dagboek op 21 juli 1759 met de korte mededeling dat hij student was geworden aan het New College in Oxford: “Made a Scholar of New-College”. Vervolgens maakte hij bijna elke dag korte of langere aantekeningen over veelal alledaagse zaken, zoals zijn uitgaven en inkomsten, het weer, zijn huishouden, zijn werk als predikant en de soms uitgebreide maaltijden die hij genoot met zijn vrienden en collega's. Hij komt uit het werk naar voren als een welwillend mens, met oog voor de medemens en compassie voor de armen, en ook als iemand met kennelijk veel vrije tijd. De laatste aantekening in het dagboek dateert van 17 oktober 1802, waarin hij vermeldt dat hij zich die dag niet zo lekker voelt, naar de kerk is geweest en roast beef heeft gegeten...